# Joseph Mopepe Ngongo
Joseph Mopepe Ngongo (* 15. Juli 1966 in Gemena) ist ein kongolesischer römisch-katholischer Geistlicher und Bischof von Molegbe.

## Leben
Joseph Mopepe Ngongo besuchte das Propädeutikum Saint François d’Assise und studierte anschließend Philosophie am Priesterseminar Saint Jean-Baptiste in Bamanya. Das Theologiestudium absolvierte er an der Université Catholique du Congo. Am 19. März 1995 empfing er das Sakrament der Priesterweihe für das Bistum Molegbe.
Nach der Priesterweihe studierte er bis 1997 weiter an der Université Catholique du Congo und erwarb das Lizenziat in Theologie. Anschließend war er bis 2011 am interdiözesanen Priesterseminar in Lisala in der Priesterausbildung tätig, ab 2002 als Regens des Seminars. 2011 ging er für ein Doktoratsstudium nach Frankreich. Dort war er zusätzlich bis 2021 an der Kathedrale von Reims und von 2021 bis 2024 als Kaplan der Equipes du Rosaire seelsorglich tätig. 2024 kehrte er in sein Heimatland zurück, um sein Doktorat an der Université Catholique du Congo abzuschließen.
Papst Franziskus ernannte ihn am 15. April 2025 zum Bischof von Molegbe. Der Erzbischof von Kinshasa, Fridolin Kardinal Ambongo Besungu OFMCap, spendete ihm am 6. Juli desselben Jahres in der Kathedrale von Molegbe die Bischofsweihe. Mitkonsekratoren waren der Erzbischof von Mbandaka-Bikoro, Ernest Ngboko Ngombe CICM, und der Bischof von Lisala, Joseph-Bernard Likolo Bokal’Etumba, der das Bistum Molegbe während der fast zweijährigen Sedisvakanz als Apostolischer Administrator verwaltet hatte.